# Gyoydagh Lerrnagagat'
Gyoydagh Lerrnagagat' (armeniska: Gyoydagh Lerrnagagat’) är ett berg i Armenien.   Det ligger i provinsen Vajots Dzor, i den sydöstra delen av landet, 100 kilometer öster om huvudstaden Jerevan. Toppen på Gyoydagh Lerrnagagat' är 2 590 meter över havet, eller 38 meter över den omgivande terrängen. Bredden vid basen är 1,2 km.
Terrängen runt Gyoydagh Lerrnagagat' är huvudsakligen lite bergig. Närmaste större samhälle är Jermuk, 5,8 kilometer nordost om Gyoydagh Lerrnagagat'. 
Trakten runt Gyoydagh Lerrnagagat' består i huvudsak av gräsmarker. Runt Gyoydagh Lerrnagagat' är det ganska glesbefolkat, med 28 invånare per kvadratkilometer.